# 최영일 (축구인)
최영일(崔英一, 1966년 4월 25일 ~ )은 대한민국의 전 축구 선수 및 현 지도자이다.

## 생애
경상남도 남해군에서 태어나, 생후 2년 만에 부친을 잃는다. 이후 모친과 세 누나와 함께 부산으로 이사하여 신문배달 등을 하며 어렵게 생계를 유지해나갔다. 초등학교 4학년부터 축구를 시작하였다.
장산초, 동래중, 동래고, 동아대학교 졸업. 머리가 커서 '순한 대가리'의 줄임말인 '순대'라는 별명이 붙었다. 상대 공격수에 달라붙어 여유를 주지 않는다 하여 '진드기'라는 별명을 얻기도 하였다.

## 축구인 경력

### 유년시절과 프로 초기
이후 중학교까지 미드필더와 수비수를 번갈아 맡다가, 수비수 명문인 동래고등학교로 진학하면서 중앙 수비수로 자리매김한다. 고등학교 때부터 주장을 맡았으며, 약점인 스피드를 보완하기 위해 꾸준히 러닝 훈련을 하고 90분을 뛰기 위한 지구력을 기르기 위해 산악 훈련을 하는 등 성실한 훈련 태도로 다른 선수들의 모범이 되었다.

### 선수 경력
1989년 울산 현대 호랑이에 입단한 뒤, 1996년 K-리그 우승, 1991년 K-리그 준우승 등에 공헌하였다. 1997년 부산 대우 로얄즈로 이적하여, 1997년 K-리그 우승 등에 공헌하였다. 1999년 중국 슈퍼리그의 랴오닝 푸순으로 옮겨 활약하다가, 2000년 안양 LG 치타스로 이적하였고, 시즌 중 은퇴하였다.

### 국가 대표 경력
1994년 FIFA 월드컵 직전 1월에 있었던 미국 전지훈련 때 박정배와 정종선의 부상으로 수비수에 결원이 생기자 대한민국 대표로 첫 선발되었다. 1994년 3월 12일 미국과의 친선경기에서 데뷔하여, 이후 성실한 자세를 보이며 코칭스태프의 신임을 얻어 이후 국가대표팀에서 주전으로 활약하게 된다. 1994년 FIFA 월드컵 조별 예선 3경기를 전부 출전하며 당시로서는 월드컵 최고 성적(2무 1패)를 기록하는데 공헌하였다.
1990년대 중반 대한민국 대표팀의 주장을 맡았고, 이후 홍명보에게 주장 자리를 넘겨주었다.
1998년 FIFA 월드컵 아시아 예선 통과에도 큰 기여를 하였고, 본선에도 출전하였다.

### 지도자 생활
2000년 은퇴 이후에 모교인 동아대학교의 감독을 맡고 있다.

## 라이벌미우라 가즈요시
1990년대 중반, 대한민국과 일본간의 축구 한일전 열기는 그 어느때보다도 높았다. 2002년 FIFA 월드컵 개최경쟁과, "아시아 1위"를 자부하던 대한민국과 "탈(脫)아시아"를 외치며 발전하던 일본이 그 결정적 요인이었다. 그 일본의 필두에는 브라질 유학파 출신의 미우라 가즈요시가 있었는데, 최영일은 1994년부터 1997년까지 있었던 대한민국과 일본간의 경기에서 그의 전담 마크맨으로 활약한다. 최영일은 1994년 히로시마 아시안 게임을 시작으로 미우라를 집중 마크하며 언론으로부터 "족쇄맨", "미우라의 그림자"라는 별명을 얻으며 큰 활약을 펼쳤다. 최영일 본인은 기선 제압을 위해 일부러 미우라를 거칠게 마크했다고 회고한다. 이 경기에서 대한민국 대표팀이 미우라에게 선제골을 허용했지만 황선홍의 페널티킥으로 3:2 역전승을 거두었다.
최영일이 미우라 가즈요시에게 보낸 편지
오랜 세월 한국 대표팀 수비수로서 플레이 해 온 나에게 있어서 가장 기억에 남는 선수는 역시 가즈 자네일세. 94년 히로시마 아시안 게임 때 처음으로 내가 자네를 마크했었네. (중략) 그때 자네에 대해서는 유독 심한 마크를 했었는데, 그것은 나도 인정한다네. (중략) 자네를 마크하기 위해서는 무엇보다 심리적으로 우위에 있는 것이 중요하다고 생각했네. 몸싸움에는 절대 지지 않으려고 했지. (중략) 그러나 아무리 치열한 게임이었더라도 게임 후에는 서로 악수를 교환하고, 라커룸으로 들어 올 때는 서로를 격려했지. 사나이끼리의 결투였기 때문에 나는 매우 기뻤다네. 90분간 나는 항상 자네 옆에 있었던 관계로 당연히 종료 휘슬이 울릴 때도 자네 옆에 있었지. 그렇기 때문에 우선 가까이 있는 선수와 악수를 한 것이기는 하지만 말일세. (중략) 언젠가 다시 자네와 만나고 싶소. 홈앤드 어웨이로 두 번 만나는 게 어떻겠나? (중략) 기쁜 마음으로 자네를 마크하게 될걸세.
미우라 가즈요시가 최영일에게 보낸 편지
(선략) 지금까지 만나본 수비수 중에 한국의 최영일 선수만큼 나에게 ‘집중’했던 수비수는 없다. 처음 최영일과 만난 것은 94년 히로시마 아시안 게임 때인데, 그 게임에서 나는 선제골을 터뜨렸지만 결국 3대2로 한국에게 역전패를 했다. 당시 그 게임 후반부터 최영일이 나를 마크한 거 아니었을까. 게임 시작을 알리는 휘슬이 울리면 "또 나에게 붙을까" 하는 생각을 하고 있으면 어느샌가 여지없이 그 사각형 얼굴의 선수가 내 옆에 찰싹 붙어 있는 것이었다. 위 편지에 쓰여져 있는 대로 최영일과 나는 종료 휘슬이 울리는 그 순간까지 쭉 함께였다. 한국에서는 최영일을 ‘미우라의 그림자'라고 한다는 걸 나중에서야 알게 됐는데, 나에게 있어서 그는 단순한 비유가 아닌 진짜 "그림자"였다. 아무튼 19년 동안 프로 선수 생활을 하면서 그렇게 심한 맨투맨 마크를 당해본 것은 예전에도 없었고 이후에도 없었다. 오로지 최영일뿐이었다. 브라질, 이탈리아 수비수들도 1대1 마크가 대단히 강력하다고 정평이 나있지만 최영일 같이 끈덕지게 달라붙는 경우는 없다. (중략) 말이 좀 나쁘게 들릴지는 모르겠으나, 아무리 그의 수비가 거칠고 지저분해도, 나를 막기 위해 전력을 다하는 그 모습은 나를 오싹하게 했다. 그 근성은 정말 대단했으며, 존경할 만한 것이었다. (중략) 최영일에게 마크당하면서 플레이하는 것은 무척 어려웠지만 한국이 그 정도로 나를 경계해서 최영일 같은 악착같은 수비수를 내보냈다는 것은 한편으로는 기쁜 일이기도 했다. 최영일의 마크를 어떻게 뚫고 득점을 올릴까 하는 생각도 흥미로웠고, 그로 하여금 투지를 불태울 수 있게 되어서도 좋았다. (중략) 지금까지 여러 선수와 몸을 부딪히며 축구를 해왔지만, 최영일과 만나면 팀과는 별개로 단 둘이 승부를 가리는 것 같은 느낌이었다. 정말 귀중한 순간이었고, 이러한 만남은 축구 선수로서 큰 재산이라고 생각한다. 지금도 J-리그에서 뛰고 있지만, 그 때가 그리울 때가 있다. 나도 꼭 그를 다시 만나고 싶다. (후략)

### 이후 프로생활과 은퇴
2000년 안양 LG 치타스에 입단한 그는 후배들을 밟고 일어서야 하는 현실에 회의를 느끼고 은퇴를 결심한다. 이후 약간의 공백기간을 가진다. 그 후 그는 지도자의 길을 선택하여 모교인 동아대학교의 감독을 맡고 있다.

## 경력

### 선수 경력
- 1989년 ~ 1996년  울산 현대 호랑이
- 1997년 ~ 1998년  부산 대우 로얄즈
- 1999년  랴오닝 푸순
- 2000년  안양 LG 치타스

### 국가 대표 경력
- 1994년 FIFA 월드컵 대표
- 1998년 FIFA 월드컵 대표

### 지도자 경력
- 2000년 ~ 현재 동아대학교 감독

### 행정가
- 2021년 ~ 현재 대한축구협회 부회장

## 수상

### 클럽

#### 울산 현대 호랑이
- K리그 우승 1회 (1996년)
- K리그 준우승 1회 (1991년)
- 리그컵 우승 1회 (1995 아디다스컵)
- 리그컵 준우승 1회 (1993 아디다스컵)

#### 부산 대우 로얄즈
- K-리그 우승 1회 (1997년)
- 리그컵 우승 3회 (1997년 아디다스컵, 1997 프로스펙스컵, 1998 필립모리스코리아컵)

#### 랴오닝 푸순
- 중국 갑A리그 준우승 1회 (1999년)

## 참고 자료
- K리그의 전설 : 최영일 보관됨 2011-06-03 - 웨이백 머신
- 나의 선수시절 10 : 최영일, 90년대를 풍미했던 최고의‘족쇄맨’ 보관됨 2011-06-03 - 웨이백 머신
- 카즈에게 보내는 편지 14.최영일 "최영일과의 싸움은 나의 재산이 되었다" (미우라 가즈요시의 본문) (일본어)
- 카즈에게 보내는 편지 14.최영일 (최영일의 본문) (일본어)